# Afriqiyah Airways
Afriqiyah Airways (arabisch الخطوط الجوية الأفريقية, DMG al-ḫuṭūṭ al-ǧawwiyya al-afrīqiyya) ist eine staatliche libysche Fluggesellschaft mit Sitz in Tripolis und Basis auf dem Mitiga International Airport.

## Geschichte
Afriqiyah Airways („Afriqiyah“ bedeutet auf Arabisch Afrika) wurde im April 2001 gegründet und startete ihren Flugbetrieb am 1. Dezember 2001 mit Maschinen des Typs Boeing 737-400. Sie ist Mitglied der Arab Air Carriers Organization und eine Tochtergesellschaft der staatlichen Libyan Afriqiyah Aviation Holding Company (LAAHC).
Das erste Logo der Afriqiyah Airways mit der Datumsangabe 9.9.99, welches auch auf den Seitenleitwerken und auf den Triebwerken der Afriqiyah Flugzeuge zu finden war, wies auf die Initiative zur Gründung der neuen Afrikanischen Union (AU) durch den früheren libyschen Revolutionsführer Muammar al-Gaddafi hin. Diese begann auf dem Sondergipfel der Organisation für Afrikanische Einheit (OAU) am 9. September 1999 in Sirte in Libyen. Dieser Vertrag sollte die Grundlage einer nationenübergreifenden Zusammenarbeit der afrikanischen Länder und ein wichtiger Meilenstein zur Bildung eines gemeinschaftlichen afrikanischen Bewusstseins sein. Afriqiyah Airways sah sich somit als gesamtafrikanische Fluggesellschaft. 
Im Jahr 2003 wurde die Flotte vollständig auf Maschinen des Herstellers Airbus umgestellt. Im Jahr 2007 wurden zwei neue Airbus A320-200 an Afriqiyah Airways ausgeliefert, die zwei geleaste Flugzeuge ersetzt haben. Im September 2008 wurde der erste der drei neu bestellten Airbus A319-100 ausgeliefert. Damit verfügt Afriqiyah Airways nun über mehrere Maschinen, in denen jeder Sitz in der Economy-Klasse über einen eingebauten Bildschirm verfügt.
Infolge des Bürgerkriegs in Libyen wurde durch die UN eine Flugverbotszone verhängt, in deren Folge Afriqiyah Airways ab Sommer 2011 bis auf Weiteres keine Flüge mehr durchführen konnte. Zeitweise waren alle Maschinen der Afriqiyah Airways an verschiedenen Orten abgestellt. Im Zuge der Kampfhandlungen wurde auf dem Flughafengelände mindestens ein Airbus A320-200 der Gesellschaft beschädigt, der Airbus A300-600, der als Regierungsflugzeug diente, wurde völlig zerstört. Ende 2011 wurde der Flugbetrieb zunächst in kleinem Rahmen wieder aufgenommen.
Im April 2012 äußerten die Zivilluftfahrtbehörden in der Europäischen Union Sicherheitsbedenken bei der Afriqiyah Airways und anderen libyschen Fluglinien. Um eine Aufnahme in die Verbotsliste für den EU-Luftraum zu umgehen, haben die staatlichen Behörden in Libyen allen libyschen Fluggesellschaften von sich aus bis mindestens 22. November 2012 den Flugverkehr in die Europäische Union untersagt.
Im Zuge des Bürgerkrieges in Libyen und den Kämpfen zwischen rivalisierenden Milizen im Juli 2014 wurde ein Teil der Flugzeuge von Afriqiyah, aber auch der Libyan Airlines durch Raketenangriffe zerstört oder beschädigt (zwei A319-100, eine A320-200, und zwei A330-200). Daraufhin verlegte Afriqiyah ihren Heimatflughafen vom Tripoli International Airport zum Mitiga International Airport. Im November 2014 gab Afriqiyah bekannt, dass die beschädigten Flugzeuge bis Ende 2015 wieder repariert werden und die Bestellung der zwei Airbus A330-300 mit einem Kredit sichergestellt werden konnte.

## Flugziele
Afriqiyah Airways verband vor Beginn des Bürgerkriegs in Libyen den Tripoli International Airport mit europäischen, asiatischen und afrikanischen Zielen, darunter als zu dem Zeitpunkt einziges Ziel in Deutschland der Flughafen Düsseldorf. Weitere Ziele waren bis dahin beispielsweise Kinshasa, Dubai, Lagos, Accra, Dhaka, Brüssel und Mailand. 
Seit Dezember 2014 befinden sich alle libyschen Fluggesellschaften auf der Liste der Betriebsuntersagungen für den Luftraum der Europäischen Union und haben damit im Europäischen Luftraum Flugverbot. Trotzdem fliegt Afriqiyah Airways mittels Wetlease-Vereinbarung je nach Sicherheitslage mit zwei Airbus A320-200 der georgischen Vista Georgia nach Düsseldorf und nach Rom.
Aktuell (Stand: Oktober 2018) fliegt Afriqiyah Airways von ihrer Basis in Tripolis ein nationales sowie acht internationale Ziele an.

## Flotte

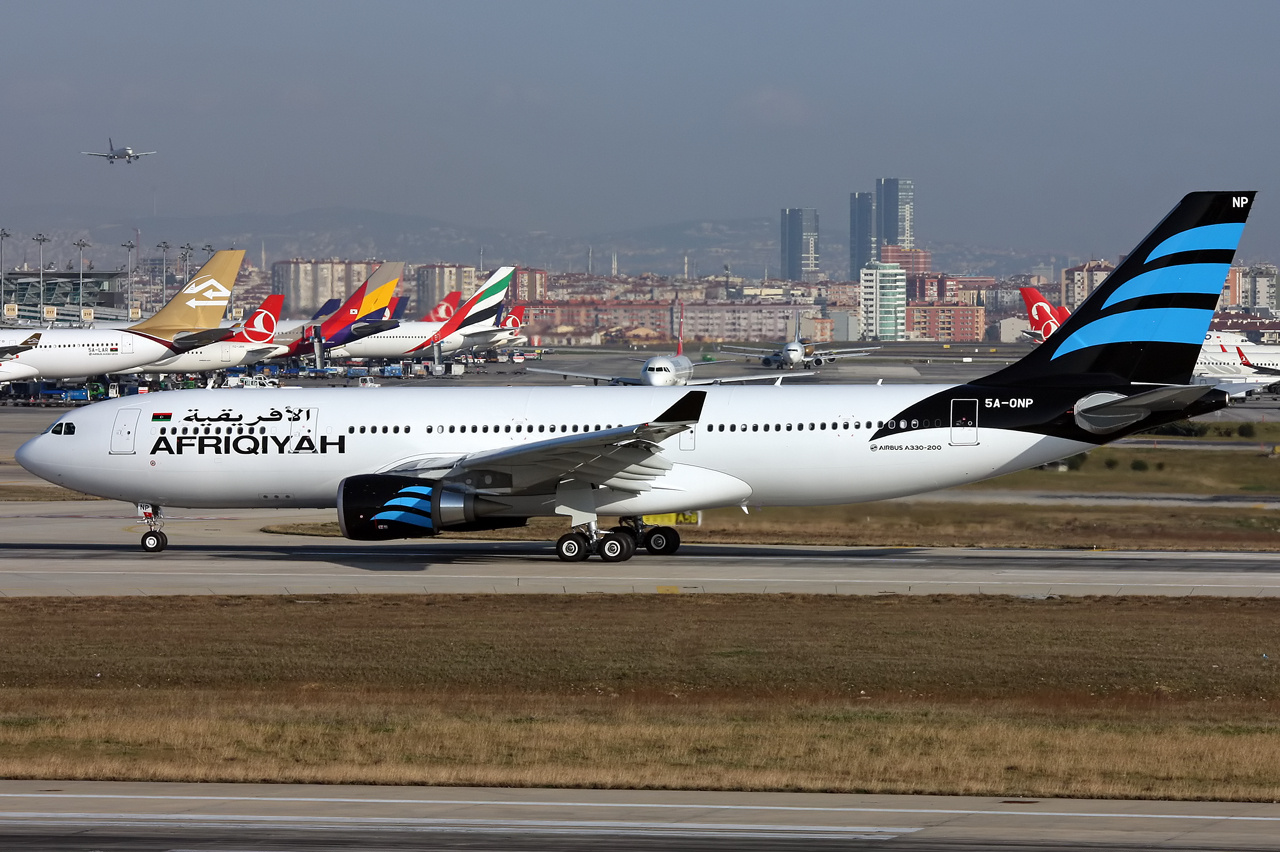
Airbus A330-200 der Afriqiyah Airways im aktuellen Farbschema

Mit Stand Dezember 2024 besteht die Flotte der Afriqiyah Airways aus neun Flugzeugen mit einem Durchschnittsalter von 14,2 Jahren:
| Flugzeugtyp     | Anzahl | bestellt | Anmerkungen  | Sitzplätze (Business/Economy) |
| --------------- | ------ | -------- | ------------ | ----------------------------- |
| Airbus A319-100 | 2      |          | zwei inaktiv | 112 (16/96)                   |
| Airbus A320-200 | 5      |          | zwei inaktiv | 142 (16/126)                  |
| Airbus A330-300 | 2      |          |              | 291 (28/263)                  |
| Airbus A350-900 |        | 10       |              | – offen –                     |
| Gesamt          | 9      | 10       |              |                               |

### Ehemalige Flugzeugtypen
- Airbus A300-600 (als VIP / Fracht Versionen)
- Airbus A330-200

## Zwischenfälle
Afriqiyah Airways verzeichnet in ihrer Geschichte einen Zwischenfall mit Todesopfern:
- Am 12. Mai 2010 stürzte ein Airbus A330-200 auf dem Afriqiyah-Airways-Flug 771 aus Johannesburg kommend beim Endanflug wenige hundert Meter vor der Landebahnschwelle des Flughafens von Tripolis ab. Von den 93 Passagieren und elf Crewmitgliedern überlebte nur ein neunjähriger Junge.[8][9]

- Im Zuge des Bürgerkrieges in Libyen und den Kämpfen zwischen rivalisierenden Milizen im Juli 2014 wurde ein Teil der Flugzeuge von Afriqiyah zerstört oder beschädigt. Zerstört wurden ein Airbus A300, ein Airbus A320 und zwei Airbus A330.[10]

- Am 15. Januar 2018 wurde ein Airbus A319 der Afriqiyah Airways (5A-ONC) bei Kampfhandlungen auf dem Mitiga International Airport bei Tripolis durch Artilleriegeschosse im oberen Rumpfbereich derart beschädigt, dass ein Totalschaden entstand. Personen kamen nicht zu Schaden.[11]

- Am 22. Dezember 2016 wurde ein Airbus 320 auf einem Inlandsflug entführt, siehe Afriqiyah-Airways-Flug 209.